# Сивушное масло
Сиву́шное ма́сло — побочный продукт спиртового брожения, содержится как примесь в неректифицированном этаноле (спирте-сырце) и выделяется из него в процессе ректификации. Сивушное масло также присутствует в пиве (0,01—0,05 %).
В быту, а зачастую и в литературе, используется выражение «сивушные масла». Подобное применение выражения неоправданно, так как оно предполагает наличие набора неких сивушных масел. На самом деле сивушное масло представляет собой смесь высших (С3—С10) одноатомных алифатических спиртов, сложных эфиров и других соединений (всего около 40 компонентов, 27 из которых идентифицировано), получаемых при ректификации спирта-сырца.
Часть из них неизбежно остаётся в ректификате. Вкус и аромат всех вин и мировых дистиллятов, включая коньяк и виски, во многом определяется присутствием в них сивушного масла.

## Свойства

### Физические свойства
Сивушное масло представляет собой маслянистую жидкость с резким неприятным запахом от светло-жёлтого до красно-бурого цвета и с плотностью 830—840 г/л при 20 °C. Состав и свойства варьируют в зависимости от сырья и режимов брожения и отбора фракций при ректификации, выход при ректификации спирта-сырца — 0,3—0,7 %.

### Химические свойства
Главная составляющая часть — одноатомные насыщенные спирты C3—C9, из которых главным компонентом является изоамиловый спирт, в состав также входят изобутиловый спирт и изопропиловый спирт и в незначительных количествах высшие спирты, а также алифатические альдегиды, жирные кислоты и фурфурол.
Насыщенные спирты и альдегиды являются продуктами метаболизации дрожжами аминокислот, которые подвергаются окислительному дезаминированию с образованием α-кетокислот, которые далее декарбоксилируются до альдегидов, которые, в свою очередь, восстанавливаются до спиртов:
{\displaystyle {\ce {RCH(NH2)COOH -> RC(O)COOH -> RCHO -> RCH2OH}}}
Таким образом, из лейцина и изолейцина образуются изомерные амиловые спирты, а из валина — изобутанол.